# ビスホスフィン

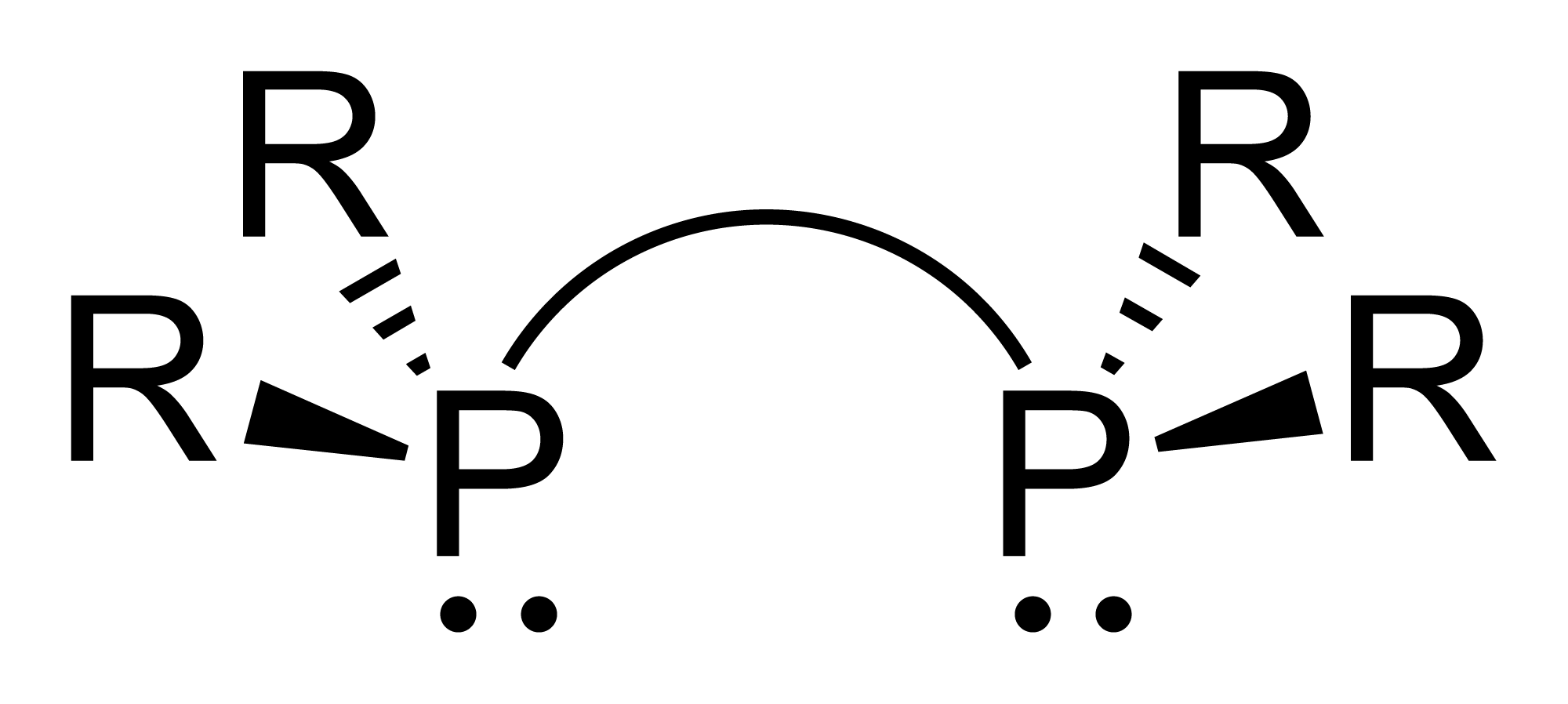
一般的なジホスフィン配位子の骨格式。Rは側鎖を表す。ホスフィンドナーは骨格リンカーで繋がっている。

ビスホスファン（英語: bisphosphanes）あるいは慣用名で、ビスホスフィン（英語: bisphosphines）は、無機化学および有機金属化学において二座配位子として使われる化合物の一群で、ホスフィン部位を2個有するもの総称。ジアミン類のリンアナログである。
ジホスフィン類（系統名：ジホスファン類、英語: diphosphanes、慣用名：ジホスフィン類、英語: diphosphines）とも呼ばれるが、複数形の無い日本語ではヒドラジン（ジアザン）のリンアナログで化学式が P2H4 の化合物であるジホスファン（系統名：ジホスファン、英語: diphosphane、慣用名：ジホスフィン、英語: diphosphine）と紛らわしいため、ここではビスを用いる。
ビスホスフィンは分子骨格で繋がった2個のホスフィン部位がそれぞれ金属に配位するので、通常はキレート性を持っている。
最も広く使われているビスホスフィン配位子は、ビス(ジフェニルホスフィノ)アルカン Ph2P(CH2)nPPh2 である。これらは、X(CH2)nX （X=ハロゲン） と YPPh2 （Y=アルカリ金属） をテトラヒドロフラン中で反応させて作ることができる。DPPMのように2つのホスフィン間の架橋基が1原子分の長さしかないものは金属-金属相互作用もしくは結合構成を助長する傾向がある。これは結合性電子のドナーである2つのP原子が互いに近く、クローズしているからである。長く柔軟な多くの架橋基をもつキレートホスフィンを使うと、全く違った影響が現れてくる。例えば、キレートホスフィンBu2tP(CH2)10PBu2tでは環に最大72個の原子をもつ錯体を与えることができる。

## 合成

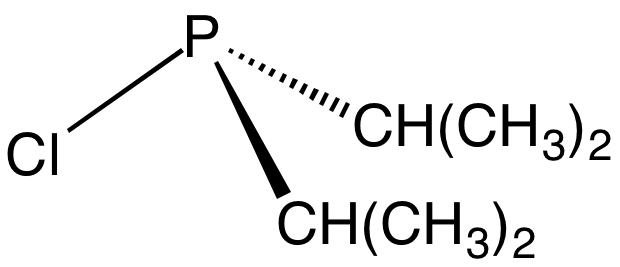
クロロジイソプロピルホスフィンは、ジホスフィンを合成するための一般的なビルディングブロックである。

### ホスフィドビルディングブロック由来

(2-ブロモフェニル)ジフェニルホスフィンは、非対称ジホスフィンの前駆体である。

広く使用されている多くのジホスフィン配位子の一般式は Ar2P(CH2)nPAr2 である。これらの化合物は、X(CH2)nX（X＝ハロゲン）とMPPh2（M＝アルカリ金属）の反応から合成することができる。
Cl(CH2)nCl + 2 NaPPh2 → Ph2P(CH2)nPPh2 + 2 NaCl
また、ジホスフィン配位子は、ジリチウム化試薬とクロロホスフィンから合成することもできる。
XLi2 + 2 ClPAr2 → X(PAr2)2 + 2 LiCl （X = 炭化水素骨格）
この方法は、クロロジイソプロピルホスフィンなどの試薬を用いて、2つのジアルキルホスフィノ基を導入するのに適している。
非対称のジホスフィンを合成するのに適したもう一つの一般的な方法では、ビニルホスフィンに第二級ホスフィンを付加させる。 
Ph2PH + 2 CH2=CHPAr2 → Ph2PCH2-CH2PAr2
また、(2-リチオフェニル)ジフェニルホスフィンは、非対称ジホスフィンを得るのに使用できる。リチオ化試薬は、(2-ブロモフェニル)ジフェニルホスフィンから得られる。
Ph2P(C6H4Br) + BuLi → Ph2P(C6H4Li) + BuBr
Ph2P(C6H4Li) + R2PCli → Ph2P(C6H4PR2) + LiCl

### ビス(ジクロロホスフィン)前駆体由来

1,2-ビス(ジクロロホスフィノ)エタンは、1,2-ビス(ジメチルホスフィノ)エタンの合成における重要な中間体である。

多くのビスホスフィンは、X(PCl2)2  〔 X = (CH2)n または C6H4〕の化合物から合成される。主要な試薬は1,2-ビス(ジクロロホスフィノ)エタンと1,2-ビス(ジクロロホスフィノ)ベンゼンである。

## 一般的な配位子
多くのジホスフィン配位子が可能であり、いくつかのものは市販されている。市販されているジホスフィンには以下のようなものがある。
- 1,1-ビス(ジフェニルホスフィノ)メタン (DPPM)
- 1,2-ビス(ジフェニルホスフィノ)エタン (DPPE)
- 1,3-ビス(ジフェニルホスフィノ)プロパン (DPPP)
- 1,1'-ビス(ジフェニルホスフィノ)フェロセン (DPPF)
- 2,2'-ビス(ジフェニルホスフィノ)-1,1'-ビナフチル (BINAP)
- 4,5'-ビス(ジフェニルホスフィノ)-9,9'-ジメチルキサンテン（Xantphos）